# Riu Carcarañá
El riu Carcarañá és un curs d'aigua argentí que neix a la província de Córdoba per la confluència del riu Tercero (continuació directa) i Saladillo (nom del curs inferior del riu Cuarto).

## Recorregut
Entra a la província de Santa Fe i la creua pel seu sector centre-meridional. Desemboca a la localitat de Gaboto al riu Coronda, que al seu torn ho fa en el gran riu Paranà prop de Timbúes. Discorre en gran manera per un sector conegut com a "pampa ondada", raó per la qual a les seves ribes hi ha barrancs de fins a 20 m d'altura. Gran part del seu llit està constituït per tosca, la qual cosa propicia que en certs punts hi hagi petits salts —que es veuen sobretot quan el riu va baix— fàcilment franquejables per les embarcacions. El seu recorregut és de 240 km, tots ells navegables per embarcacions de calat mitjà. Recorre per zones riques en la producció de cereals, làctics i lleguminoses.

## Conca
La seva conca és de 48.000 km² aproximadament i els seus principals afluents són els rierols de les Tortugas i la Canyada de Gómez (que rep pel marge esquerre) i el rierol la Canyada Santa Lucía (per la dreta).
El riu té potencial hidroelèctric i es feu ús de la força motriu amb dics, a l'altura de Lucio V. López, des de finals del segle xix fins a la dècada de 1930. L'obra va ser dels germans Cayetano i Roque Blotta Rímolo, que provenien de Morano Cálabro (Itàlia). Una altra represa hidroelèctrica es troba a l'altura de la ciutat de Carcarañá, utilitzada pel Molino Juan Semino.
És coneguda la pesca esportiva i recreativa de Salminus brasiliensis. A la desembocadura d'aquest riu, i ja sobre el riu Paranà hi ha el Parc Nacional Illes de Santa Fe.

## Ciutats
El 1527, en les proximitats de la seva desembocadura en el Paranà, l'expedició al comandament de Sebastià Cabot va fundar el primer establiment europeu a l'actual territori argentí.
Actualment a les ribes del riu, o en les seves proximitats, es troben les ciutats i poblacions cordoveses de Inriville, Los Surgentes i Cruz Alta, i les santafesines de Arteaga, San José de la Esquina, Los Nogales, Arequito, Los Molinos, Casilda, Caracarañá, Correa, Pueblo Andino, Oliveros, Timbúes i Puerto Gaboto.

## Toponímia
La denominació d'aquest riu va ser donat pels guaranís que cap al segle XVI habitaven les seves ribes. El seu nom, deriva de la llengua guaraní, "Caracará", que significa "carancho diable".